# Philippe Dussart
Pour les articles homonymes, voir Dussart.
Philippe Dussart est un directeur de production, producteur de cinéma et producteur de télévision français né le 9 avril 1928 au Mans et mort le 25 mars 2013 dans le 15e arrondissement de Paris. 
Il est notamment connu pour avoir accompagné plusieurs metteurs en scène de la Nouvelle Vague (Jean-Luc Godard, Robert Bresson, Jacques Demy, Agnès Varda...). Il produit ensuite de nombreux longs métrages, mis en scène notamment par Alain Resnais, Michel Deville, Jean-Paul Rappeneau, André Delvaux, Bertrand Blier, tels que Mon oncle d'Amérique, Le Dossier 51, Tout feu, tout flamme, L'Œuvre au noir ou Tenue de soirée. Il produit également des séries et des films pour la télévision.

## Biographie
Philippe Dussart est d'abord administrateur de la FLECC (Fédération loisirs et culture cinématographique), chargée de ciné-clubs et de la revue Téléciné, de 1948 à 1950. Il est ensuite administrateur de l'ADIC (Agence de documentation et d'informations cinématographiques), de 1950 à 1953. Ces expériences le conduisent à diriger la production des Productions du Parvis et des Films Roger Leenhardt de 1953 à 1961, puis à devenir directeur de production indépendant à partir de 1961. Il crée le Bureau d’études et de gestion cinématographiques en 1965 (devenu en 1974 Les Productions Philippe Dussart)[réf. nécessaire].
Conseiller spécialisé auprès du CNRS de 1978 à 1983, il est également expert près la cour d'appel de Versailles, de 1979 à 1996. En 1987, il est nommé président de Télé-Hachette, fonction qu’il exerce jusqu’en 1990[réf. nécessaire].

### Vie familiale
Marié le 15 août 1951 à Monique Cartier, artiste peintre dont il a cinq enfants dont Patricia Barbizet (née en 1955) qui est longtemps le bras droit de François Pinault et la directrice générale d’Artémis.

## Filmographie

### Cinéma

#### Producteur
- 1971 : L'Homme au cerveau greffé de Jacques Doniol-Valcroze
- 1975 : Un divorce heureux de Henning Carlsen
- 1976 : Nuit d'or de Serge Moati
- 1977 : Providence de Alain Resnais
- 1977 : L'Apprenti salaud de Michel Deville
- 1978 : Le Dossier 51 de Michel Deville
- 1979 : L'Adolescente de Jeanne Moreau
- 1979 : Skinoussa de Jean Baronnet
- 1980 : Le Vieil Anaï de Jean Rouch
- 1980 : Mon oncle d'Amérique de Alain Resnais
- 1981 : La Gueule du loup de Michel Leviant
- 1982 : Tout feu, tout flamme de Jean-Paul Rappeneau
- 1983 : La vie est un roman de Alain Resnais
- 1984 : Les Favoris de la lune de Otar Iosseliani
- 1984 : L'Amour à mort de Alain Resnais
- 1985 : Le Caviar rouge de Robert Hossein
- 1985 : Une femme ou deux de Daniel Vigne
- 1986 : La Puritaine de Jacques Doillon
- 1986 : Tenue de soirée de Bertrand Blier
- 1987 : Les Années sandwiches de Pierre Boutron
- 1988 : L'Œuvre au noir de André Delvaux
- 1991 : Toto le héros de Jaco Van Dormael
- 1991 : Mississippi One de Sarah Moon
- 1994 : Tsahal, réalisé par Claude Lanzmann

#### Producteur exécutif
- 1963 : Bande à part de Jean-Luc Godard
- 1963 : Une femme mariée de Jean-Luc Godard
- 1965 : Alphaville de Jean-Luc Godard
- 1965 : Masculin Féminin de Jean-Luc Godard
- 1966 : Deux ou trois choses que je sais d'elle de Jean-Luc Godard
- 1967 : La Chinoise de Jean-Luc Godard
- 1967 : Adorable Capucine de Daniel Daert
- 1969 : Tout peut arriver de Philippe Labro
- 1969 : La Maison des Bories de Jacques Doniol-Valcroze
- 1970 : Peau d'âne de Jacques Demy
- 1970 : La Décharge de Jacques Baratier
- 1971 : Rendez-vous à Bray de André Delvaux
- 1971 : L'Homme au cerveau greffé de Jacques Doniol-Valcroze
- 1971 : Pouce ! la vie est courte de Pierre Badel et Guy Bedos
- 1971 : Faustine et le bel été de Nina Companeez
- 1972 : George qui ? de Michèle Rosier
- 1973 : L'Histoire très bonne et très joyeuse de Colinot trousse-chemise de Nina Companeez
- 1973 - 1974 : On s'est trompé d'histoire d'amour de Jean-Louis Bertuccelli
- 1974 : Danses sacrées de Peter Brook
- 1975 : Un divorce heureux de Henning Carlsen
- 1975 : Les Magiciens de Claude Chabrol
- 1976 : Nuit d'or de Serge Moati
- 1976 : Providence de Alain Resnais
- 1976 : Un enfant dans la foule de Gérard Blain
- 1988 : La Légende du saint buveur de Ermanno Olmi

#### Directeur de production
- 1960 : Ce soir ou jamais
- 1960 :  Paul Valéry, court métrage documentaire de Roger Leenhardt
- 1960 - 1961 : Une femme est une femme
- 1961 : Adorable Menteuse
- 1961 : Le Rendez-vous de minuit de Roger Leenhardt
- 1962 : Muriel ou le Temps d'un retour
- 1962 : L'Amour à 20 ans de François Truffaut
- 1963 : Les Parapluies de Cherbourg
- 1963 : Les Plus Belles Escroqueries du monde
- 1963 : Le Mépris de Jean-Luc Godard
- 1963 : Le Bonheur
- 1965 : Au hasard Balthazar
- 1965 : Nick Carter et le trèfle rouge de Jean-Paul Savignac
- 1965 : Les Créatures d'Agnès Varda
- 1966 : Mouchette
- 1966 : Les Demoiselles de Rochefort de Jacques Demy
- 1967 : Un soir, un train d'André Delvaux
- 1967 : Benjamin ou les mémoires d'un puceau
- 1967 : Je t'aime, je t'aime d'Alain Resnais
- 1967 : Le Dernier Homme de Charles Bitsch
- 1968 : Une femme douce de Robert Bresson
- 1968 : Bye bye, Barbara
- 1969 : La Coqueluche de Christian-Paul Arrighi
- 1969 : L'Ours et la Poupée
- 1970 : Raphaël ou le débauché de Michel Deville

#### Directeur de production et producteur exécutif
- 1955 : Lourdes et ses miracles
- 1961 : Le Rendez-vous de minuit
- 1961 : Une femme est une femme
- 1961 : Ce soir ou jamais
- 1962 : Adorable Menteuse
- 1962 : L'Amour à vingt ans
- 1963 : Muriel ou le Temps d'un retour
- 1963 : Le Mépris
- 1964 : Les Parapluies de Cherbourg
- 1964 : Bande à part
- 1964 : Une femme mariée
- 1965 : Alphaville, une étrange aventure de Lemmy Caution
- 1965 : Le Coup de grâce
- 1965 : Le Bonheur
- 1965 : Nick Carter et le trèfle rouge
- 1966 : Masculin féminin
- 1966 : Au hasard Balthazar
- 1966 : Les Créatures
- 1967 : Les Demoiselles de Rochefort
- 1967 : Mouchette
- 1967 : La Chinoise
- 1968 : Bye bye, Barbara
- 1968 : Benjamin ou les Mémoires d'un puceau
- 1968 : Je t'aime, je t'aime
- 1968 : Un soir, un train
- 1969 : L'Ours et la Poupée
- 1969 : Tout peut arriver
- 1970 : La Maison des bories
- 1970 : Peau d'Âne
- 1970 : Le Dernier Homme
- 1971 : Raphaël ou le Débauché
- 1971 : Rendez-vous à Bray
- 1973 : La Décharge
- 1973 : L'Histoire très bonne et très joyeuse de Colinot trousse-chemise

### Télévision

#### Producteur
- 1979 : Jean Jaurès, Vie et mort d'un socialiste de Ange Casta
- 1982 : La Traversée de l'Islande de Alain Levent
- 1983 : Dorothée, danseuse de corde de Jacques Fansten
- 1984 : Ana non de Jean Prat
- 1985 : Double Face de Serge Leroy
- 1987 : La Course à la bombe de Jean-François Delassus
- 1987 : La Face de l'Ogre de Bernard Giraudeau
- 1988 : Boulevards d'Afrique - Bac ou  Mariage de Jean Rouch
- 1988 - 1989 : Les Nuits révolutionnaires de Charles Brabant
- 1990 - 1991 : François Mitterrand - Le pouvoir du temps, le temps du pouvoir de Hugues Le Paige
- 1990 - 1991 : La vénus à Lulu de Daniel Losset
- 1990 - 1991 : Appelez-moi Tonton de Dominique Baron
- 1992 : C'était la guerre de Maurice Failevic

#### Producteur exécutif
- 1968 : Le Gai Savoir de Jean-Luc Godard
- 1973 : Jean Pinot médecin d'aujourd'hui de Michel Fermaud (Série)
- 1980 : Susi, réalisé de Michael Pfleghar (Série)

#### Directeur de production
- 1974 : Les Cinéastes témoins de leur temps de Daisy de Galard (Série)

### Documentaires de court et de long métrage
Philippe Dussart a également participé à la production d’une quarantaine de films documentaires de court et de long métrage dans les catégories art et essai, pédagogie, information de 1952 à 1960 pour Les Films du Compas, Les Productions du Parvis et Les Films Roger Leenhardt. Ces documentaires ont été réalisés notamment par Philippe Agostini, Jean-Pierre Chartier, Jacques Demy, Roger Leenhardt, Jean Rouch, Georges Rouquier et René Zuber.

#### Titres de ses courts-métrages
- La Nuit de Pâques
- Moïse
- Ordinations
- Terre Sainte
- La Bataille du Clocher
- Lourdes et ses miracles
- Pèlerins de Chartres
- Les Trois Îles
- La Semaine Sainte
- Paris et le Désert Français
- Bâtir à notre âge
- SFCV (CoussinetsVanderwell)
- À la Santé du Mineur
- Géographie de la CECA
- Europe
- Le Grand Œuvre
- La Confirmation de My-Linh
- Un dangereux Baptême de l'air
- Une belle Peur
- Des logis et des hommes
- Tu es Pierre
- Demain Paris
- Saclay 1960
- Voyage au Centre de l'Atome
- Un bon Compte
- Je te dirai pourquoi
- Route de France
- Ars
- Danses sacrées 1959
- Calvados
- Entre Seine et mer
- Paul Valéry
- Bazile
- Patamorphoses

## Distinctions
Philippe Dussart est chevalier de la Légion d’honneur, de l'ordre national du Mérite et des Arts et Lettres, par décret du 13 juillet 1998.